# Ricarda Bauernfeind
Ricarda Bauernfeind (* 1. April 2000 in Ingolstadt) ist eine deutsche Radrennfahrerin, die auf Straße und Bahn aktiv ist.

## Sportlicher Werdegang
Ricarda Bauernfeind erhielt ihr erstes Rennrad im Alter von zwölf Jahren; fortan betrieb sie Radrennsport und Ballett, entschied sich aber schließlich für den Radsport. Sie lebt mit ihrer Familie in Eichstätt und studiert in München auf Lehramt (Stand 2021). Ihr Bruder Gabriel ist Triathlet und fuhr früher selbst Radrennen, auf Junioren-Ebene wie seine Schwester für RC Germania Weißenburg.
2013 gewann Bauernfeind die Internationale Kids-Tour Berlin in der Klasse U13. 2017 wurde sie deutsche Junioren-Meisterin in der Mannschaftsverfolgung auf der Bahn, im Jahr darauf mit Katharina Hechler im Zweier-Mannschaftsfahren. Ebenfalls 2018 errang sie bei den Bahn-Junioreneuropameisterschaften jeweils Bronze in der Mannschaftsverfolgung (mit Lena Charlotte Reißner, Friederike Stern und Finja Smekal) und mit Hechler im Zweier-Mannschaftsfahren. In der Mannschaftsverfolgung stellten die Fahrerinnen mit 4:39,831 Minuten einen neuen deutschen Rekord auf, für Bauernfeind war es bereits die dritte Rekordfahrt.
Auf der Straße belegte Ricarda Bauernfeind 2017 bei den Deutschen Meisterschaften Platz fünf im Einzelzeitfahren der Juniorinnen, und sie startete im Straßenrennen der Juniorinnen bei den Straßenweltmeisterschaften (Platz 47). 2018 belegte sie bei den Deutschen Meisterschaften Rang drei im Straßenrennen der Juniorinnen. 2019 startete sie erstmals im Straßenrennen der Elite und wurde Zehnte, 2020 wurde sie Achte. 2021 errang sie die Bronzemedaille und wurde Zehnte im Straßenrennen der U23 bei den Straßeneuropameisterschaften.
2022 erhielt Bauernfeind einen Vertrag beim Team Canyon//SRAM Generation, dem Development Team von Canyon//SRAM Racing. Im Frühjahr des Jahres belegte sie in der Gesamtwertung der Andalusien-Rundfahrt Platz drei und der Internationalen Thüringen-Rundfahrt Platz fünf. Im Sommer gewann sie mit Visegrad 4 Ladies Race Slovakia ihren ersten internationalen Wettbewerb. Bei den Straßenradsport-Europameisterschaften 2022 gehörte sie zum deutschen Team, das den Titel in der Mixed-Staffel gewann. Im gleichen Jahr errang sie sowohl im Einzelzeitfahren als auch im Straßenrennen bei den UCI-Weltmeisterschaften den dritten Rang in der Altersklasse U23.
Zur Saison 2023 wechselte Bauernfeind von der Nachwuchsmannschaft zum UCI Women’s WorldTeam Canyon Sram Racing. Sie belegte bei einer Bergankunft der La Vuelta Femenina 2023 einen dritten Etappenrang hinter Demi Vollering sowie Annemiek van Vleuten und wurde schließlich Gesamtfünfte. Bei der Tour de France Femmes 2023 gewann sie nach einer Alleinfahrt von 36 Kilometern die fünfte Etappe mit einem Vorsprung von 22 Sekunden auf die Schweizerin Marlen Reusser und auf ihre Landsfrau Liane Lippert. Schließlich wurde sie Gesamtneunte der Rundfahrt. Bei den Weltmeisterschaften startete sie im Straßenrennen und in der Mixed-Staffel und wurde dort Dritte.

## Ehrungen
2023 wurde Ricarda Bauernfeind zur „Sport-Stipendiatin des Jahres 2023“ gewählt. Damit wurden ihre außergewöhnlichen Leistungen in Sport und Studium geehrt; Bauernfeind absolviert ein Lehramtsstudium.

## Erfolge

### Bahn
2017
- Deutsche Junioren-Meisterin – Mannschaftsverfolgung (mit Paulina Maxima Klimsa, Clara Hamberger und Mareike Germann)

2018
- Junioren-Europameisterschaft – Mannschaftsverfolgung (mit Lena Charlotte Reißner, Friederike Stern und Finja Smekal), Zweier-Mannschaftsfahren (mit Katharina Hechler)
- Deutsche Junioren-Meisterin – Zweier-Mannschaftsfahren (mit Katharina Hechler)

### Straße
2022
- Deutsche U23-Meisterin – Einzelzeitfahren, Straßenrennen
- U23-Europameisterin – Mixed-Staffel
- Ladies Race Slovakia
- Nachwuchswertung Tour Féminin International des Pyrénées
- U23-Weltmeisterschaft – Einzelzeitfahren, Straßenrennen

2023
- eine Etappe Tour de France Femmes
- Weltmeisterschaft – Mixed-Staffel
- Nachwuchswertung Tour de Romandie